# Saison 2012 de l'équipe cycliste Lampre-ISD
La saison 2012 de l'équipe cycliste Lampre-ISD est la quatorzième de cette équipe depuis le lancement de Lampre-Daikin en 1999.
L'équipe a pour leaders Michele Scarponi, Damiano Cunego et Alessandro Petacchi. Ses résultats durant cette saison sont décevants. Elle ne remporte que sept courses (quatre après les déclassements d'Alessandro Petacchi) et aucune sur le calendrier UCI World Tour. Scarponi, vainqueur du Tour d'Italie 2011 après déclassement d'Alberto Contador, est quatrième du Giro.

## Préparation de la saison 2012

### Arrivées et départs
| Arrivées          | Équipe 2011                        |
| ----------------- | ---------------------------------- |
| Winner Anacona    | Caparrini Le Village Vibert Italia |
| Davide Cimolai    | Liquigas-Cannondale                |
| Massimo Graziato  | Trevigiani Dynamon Bottoli         |
| Yuriy Krivtsov    | AG2R La Mondiale                   |
| Matthew Lloyd     | Omega Pharma-Lotto                 |
| Morris Possoni    | Sky                                |
| Oleksandr Sheydyk | ISD-Lampre Continental             |
| Simone Stortoni   | Colnago-CSF Inox                   |
| Davide Viganò     | Leopard-Trek                       |

| Départs             | Équipe 2012               |
| ------------------- | ------------------------- |
| Alfredo Balloni     | Farnese Vini-Selle Italia |
| Francesco Gavazzi   | Astana                    |
| Vitaliy Kondrut     | Kolss                     |
| David Loosli        | Retraite                  |
| Enrico Magazzini    |                           |
| Aitor Pérez Arrieta | Gios Deyser-Leon Kastro   |
| Simon Špilak        | Katusha                   |
| Bálint Szeghalmi    |                           |

## Coureurs et encadrement technique

### Effectif
| Cycliste               | Date de naissance | Nationalité | Équipe 2011                                  |
| ---------------------- | ----------------- | ----------- | -------------------------------------------- |
| Winner Anacona         | 11 août 1988      | Colombie    | Danton Caparrini Vibert                      |
| Leonardo Bertagnolli,  | 8 janvier 1978    | Italie      | Lampre-ISD                                   |
| Grega Bole             | 13 août 1985      | Slovénie    | Lampre-ISD                                   |
| Matteo Bono            | 11 novembre 1983  | Italie      | Lampre-ISD                                   |
| Vitaliy Buts           | 24 octobre 1986   | Ukraine     | Lampre-ISD                                   |
| Davide Cimolai         | 13 août 1989      | Italie      | Liquigas-Cannondale                          |
| Damiano Cunego         | 19 septembre 1981 | Italie      | Lampre-ISD                                   |
| Massimo Graziato       | 25 septembre 1988 | Italie      | Trevigiani Dynamon Bottoli                   |
| Danilo Hondo           | 4 janvier 1974    | Allemagne   | Lampre-ISD                                   |
| Denys Kostyuk          | 13 mars 1982      | Ukraine     | Lampre-ISD                                   |
| Dmytro Krivtsov        | 3 avril 1985      | Ukraine     | Lampre-ISD                                   |
| Yuriy Krivtsov         | 7 février 1979    | France      | AG2R La Mondiale                             |
| Oleksandr Kvachuk      | 23 juillet 1983   | Ukraine     | Lampre-ISD                                   |
| Matthew Lloyd          | 24 mai 1983       | Australie   | Omega Pharma-Lotto                           |
| Adriano Malori         | 28 janvier 1988   | Italie      | Lampre-ISD                                   |
| Marco Marzano          | 10 juin 1980      | Italie      | Lampre-ISD                                   |
| Manuele Mori           | 9 août 1980       | Italie      | Lampre-ISD                                   |
| Przemysław Niemiec     | 11 avril 1980     | Pologne     | Lampre-ISD                                   |
| Alessandro Petacchi    | 3 janvier 1974    | Italie      | Lampre-ISD                                   |
| Daniele Pietropolli    | 11 juillet 1980   | Italie      | Lampre-ISD                                   |
| Morris Possoni         | 1er juillet 1984  | Italie      | Sky                                          |
| Daniele Righi          | 28 mars 1976      | Italie      | Lampre-ISD                                   |
| Michele Scarponi,      | 25 septembre 1979 | Italie      | Lampre-ISD                                   |
| Oleksandr Sheydyk      | 13 septembre 1980 | Ukraine     | ISD-Lampre Continental                       |
| Alessandro Spezialetti | 14 janvier 1975   | Italie      | Lampre-ISD                                   |
| Simone Stortoni        | 7 juillet 1985    | Italie      | Colnago-CSF Inox                             |
| Diego Ulissi           | 15 juillet 1989   | Italie      | Lampre-ISD                                   |
| Davide Viganò          | 12 juin 1984      | Italie      | Leopard-Trek                                 |
| Stagiaire              | Date de naissance | Nationalité | Équipe 2012                                  |
| Mattia Cattaneo        | 25 octobre 1990   | Italie      | Trevigiani Dynamon Bottoli                   |
| Michele Viola          | 24 mars 1992      | Italie      | Farnese Vini-D'Angelo & Antenucci-MCipollini |
| Luca Wackermann        | 13 mars 1992      | Italie      | Mastromarco-Sensi-Benedetti-Dover            |

## Bilan de la saison

### Victoires
| Date       | Course                                                   | Pays      | Classe | Vainqueur           |
| ---------- | -------------------------------------------------------- | --------- | ------ | ------------------- |
| 22/03/2012 | 3e étape de la Semaine internationale Coppi et Bartali   | Italie    | 2.1    | Diego Ulissi        |
| 23/03/2012 | 4e étape de la Semaine internationale Coppi et Bartali   | Italie    | 2.1    | Diego Ulissi        |
| 18/04/2012 | 2e étape du Tour du Trentin                              | Italie    | 2.HC   | Damiano Cunego      |
| 23/05/2012 | 1re étape du Tour de Bavière                             | Allemagne | 2.HC   | Alessandro Petacchi |
| 25/05/2012 | 3e étape du Tour de Bavière                              | Allemagne | 2.HC   | Alessandro Petacchi |
| 27/05/2012 | 5e étape du Tour de Bavière                              | Allemagne | 2.HC   | Alessandro Petacchi |
| 24/08/2012 | Gran Premio Industria e Commercio Artigianato Carnaghese | Italie    | 1.1    | Diego Ulissi        |

### Résultats sur les courses majeures
Les tableaux suivants représentent les résultats de l'équipe dans les principales courses du calendrier international (les cinq classiques majeures et les trois grands tours). Pour chaque épreuve est indiqué le meilleur coureur de l'équipe, son classement ainsi que les accessits glanés par Lampre-ISD sur les courses de trois semaines.

#### Classiques
| Classique            | Milan-San Remo       | Tour des Flandres  | Paris-Roubaix      | Liège-Bastogne-Liège  | Tour de Lombardie    |
| -------------------- | -------------------- | ------------------ | ------------------ | --------------------- | -------------------- |
| Coureur (classement) | Damiano Cunego (43e) | Danilo Hondo (34e) | Danilo Hondo (64e) | Michele Scarponi (8e) | Damiano Cunego (13e) |

#### Grands tours
| Grand tour           | Tour d'Italie                    | Tour de France         | Tour d'Espagne           |
| -------------------- | -------------------------------- | ---------------------- | ------------------------ |
| Coureur (classement) | Michele Scarponi (4e)            | Michele Scarponi (14e) | Przemysław Niemiec (15e) |
| Accessits            | Classement par équipes aux temps | -                      | -                        |

### Classement UCI
L'équipe Lampre-ISD termine à la quatorzième place du World Tour avec 435 points. Ce total est obtenu par l'addition des points des cinq meilleurs coureurs de l'équipe au classement individuel que sont Damiano Cunego, 21e avec 184 points, Michele Scarponi, 22e avec 184 points, Diego Ulissi, 106e avec 30 points, Alessandro Petacchi, 121e avec 22 points, et Przemysław Niemiec, 140e avec 15 points,. Le championnat du monde du contre-la-montre par équipes terminé à la 28e place ne rapporte aucun point à l'équipe.
| Rang | Coureur             | Points |
| ---- | ------------------- | ------ |
| 21   | Damiano Cunego      | 184    |
| 22   | Michele Scarponi    | 184    |
| 106  | Diego Ulissi        | 30     |
| 121  | Alessandro Petacchi | 22     |
| 140  | Przemysław Niemiec  | 15     |
| 163  | Adriano Malori      | 9      |
| 185  | Grega Bole          | 5      |
| 193  | Winner Anacona      | 4      |
| 225  | Manuele Mori        | 1      |